# Margit Silberstein
Margit Asta Elisabeth Silberstein, född 26 mars 1950 i Norrköping, är en svensk journalist.

## Biografi
Margit Silberstein har en fil.kand. i engelska och tyska från Stockholms universitet. Silberstein har arbetat som journalist sedan mitten av 1970-talet och som politisk reporter och kommentator sedan början av 1990-talet. Hon har arbetat på Svenska Dagbladet, i slutet av 1980-talet som tidningens frilanskorrespondent i Norge. Därefter var hon programledare och reporter på Sveriges Radio. Från 1993 till 1998 var hon politisk reporter och kommentator på Sveriges Televisions nyhetsprogram Aktuellt. Därefter arbetade hon under några år på Göteborgs-Posten och senare var hon chef för de politiska reportrarna på Sveriges Radio. Hon har varit verksam som politisk kommentator i Dagens Industri och har även medverkat regelbundet i Sveriges Radio.
Hösten 2009 tog Margit Silberstein över efter Mats Knutson som politisk kommentator på Aktuellt, ett uppdrag hon tvingades lämna 2017 när anställningen hos SVT upphörde då hon fyllde 67. Därefter har hon arbetat som frilansjournalist, bland annat som kommentator i Handelsbankens tv-kanal EFN, som kolumnist på Dagens Nyheters ledarsida, och som krönikör i Dagens Samhälle och i Godmorgon, världen! i Sveriges Radio P1. Hon har under flera år suttit med i redaktionsrådet för Judisk Krönika och medverkar återkommande som skribent.

### Författarskap
År 2013 gav Silberstein ut boken En marsch mot avgrunden - socialdemokratins svarta år skriven tillsammans med statsvetaren Tommy Möller. Den väckte uppmärksamhet bland annat för sin beskrivning av Pär Nuder.
År 2021 gav hon ut boken Förintelsens barn. I boken beskriver Silberstein sin judiska uppväxt präglad av hur båda hennes föräldrar undkom Förintelsen.
År 2024 gav hon ut boken Hand i hand med barnen till Treblinka: berättelsen om Janusz Korczak som berättar historien om den berömda författaren och läkaren Janusz Korczak som övergav en statusfylld tillvaro som läkare för att resten av livet (1912–1942) bo med och ta hand om  föräldralösa barn. Han var som pedagog obrottsligt lojal mot barnen, och när barnen slutligen fördes bort till Treblinka valde han att följa dem in i döden. Silbersteins bok är något av en hjältesaga, där sista kapitlet i den nya boken är en mycket personlig dialog med Korczak om vad han betytt för henne och värdet av civilkurage.

### Familj
Margit Silberstein är syster till journalisten Willy Silberstein.